# Tossicofilia
Il termine tossicofilia esprime il desiderio di un individuo di raggiungere lo stato psicofisico che l'assunzione di una sostanza tossica (dal fumo, alla droga, al caffè...) conferisce.
Esiste una sostanziale differenza tra la tossicofilia e la tossicodipendenza: quest'ultima esprime la condizione di un individuo di dover assumere sostanze tossiche (dal fumo, alla droga, al caffè...) per poter raggiungere lo stato psicofisico che l'assunzione stessa conferisce. Si tratta questa di una reale dipendenza: l'individuo coinvolto non può fare a meno di assumere la sostanza, pena uno stato di disagio e di dolore.
Si potrebbe definire la tossicodipendenza una delle conseguenze della tossicofilia.